# Ludwig Karl Gottbill
Ludwig Karl Gottbill (* 25. Mai 1731 in Nunkirchen im Saarland; † 2. November 1799 in Trier) war ein deutscher Hüttenbesitzer und Bürgermeister der Stadt Trier.

## Leben

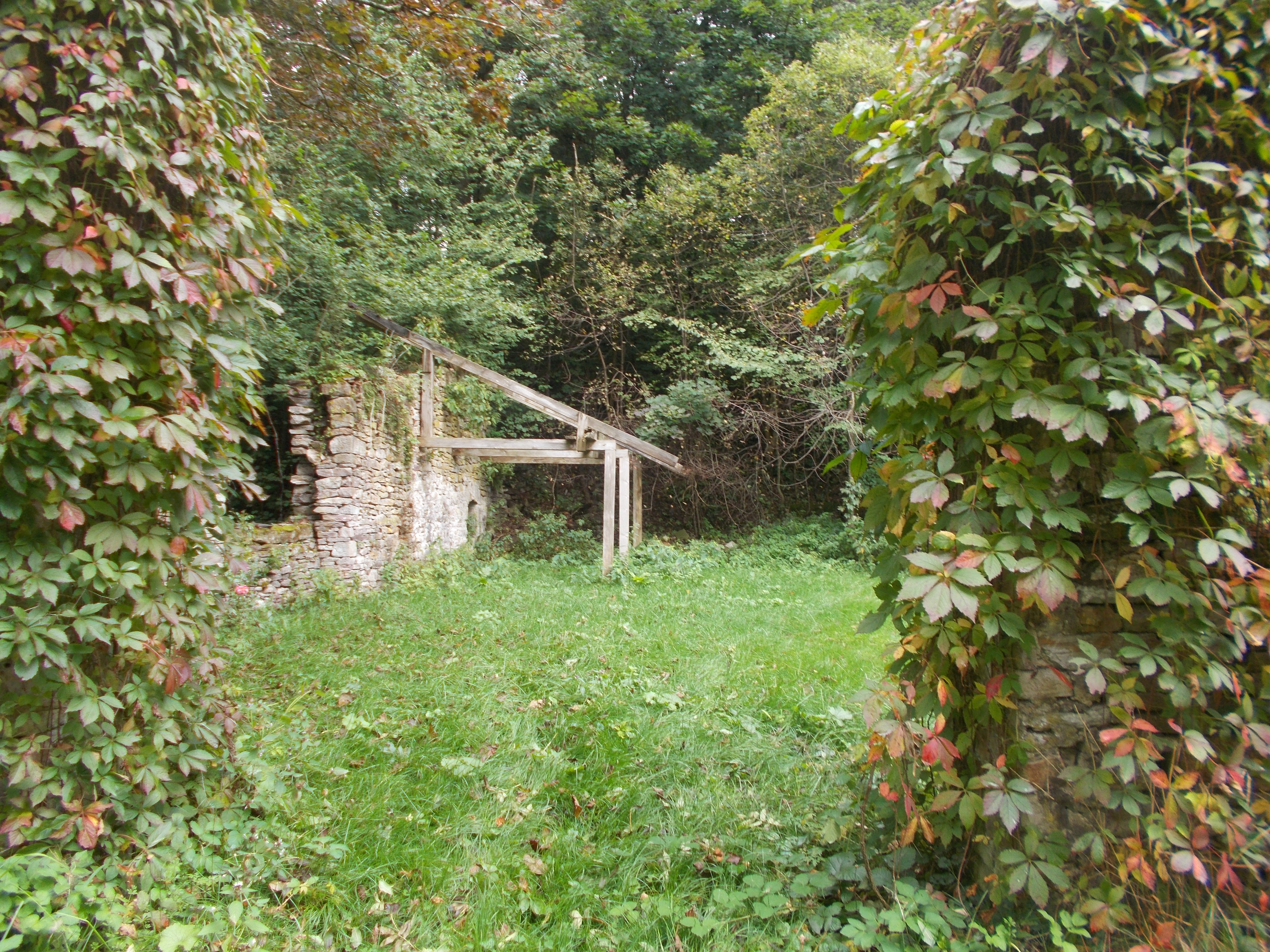
Abentheurer Hütte, ehemalige Eisenhütte (1789 im Besitz von Ludwig Karl Gottbill)

Ludwig Karl Gottbill wurde als Sohn des Hüttenmeisters Karl Gottbill und dessen Ehefrau Johanna Mann (* 1703) geboren.
Am 24. Mai 1762 heiratete er in Cochem Anna Katharina Doell (1734–1798), mit der er die Kinder Richard Karl (1763–1836), Josef Nepomuk (1766–1833), Johann Christoph (1768–1828),  Margaretha Magdalena (* 1769), Johann Nikolaus (1771–1832), Maria Walburga (* 1773) und  Sebastian Joseph (1775–1803) hatte.
Er absolvierte ein Studium der Rechtswissenschaften und schloss dies als Doktor beider Rechte ab. In Trier war er als Hochgerichts- und Ratsschöffe tätig und von 1787 bis zum 9. August 1794 Bürgermeister von Trier, als  die französischen Revolutionstruppen vor der Stadt standen und Gottbill die Stadtschlüssel dem  General Jean René Moreaux übergab. Die neuen Machthaber ernannten ihn zum Maire. Dieses Amt übte er bis 1796 aus.
Im Textilkabinett des Trierer Stadtmuseums Simeonstift zählt sein um 1770 aus Lyoner Seide geschneiderter Herrenanzug zu den Höhepunkten der Ausstellung.
1764 – er war bereits im väterlichen Hüttenunternehmen tätig und an der Erweiterung des Betriebes beteiligt – erwarb er die Mariahütte bei Nonnweiler und zwei Erzgruben in Otzenhausen und Braunshausen. Von 1789 an war Gottbill alleiniger Besitzer der Abentheuerer Hütte, die bis 1745 in den Händen von Remacle de Hauzeur (1663–1745) lag und später von Johann Heinrich Stumm (1710–1783) bzw. seinen Erben weitergeführt wurde.